# Ljubomir Kučan
Ljubomir Kučan (Hreljin, 1906. – 1978.), hrvatski rimokatolički svećenik i profesor, crkveni glazbenik i pravnik

## Životopis
Rodio se u Hreljinu. Studirao je bogosloviju u Senju od 1936. do 1939. godine, a u Rimu je studirao crkveno pravo. Službovao kao župnik na Sušaku. U Rijeci je predavao crkveno pravo na Visokoj bogoslovskoj školi. Za povijest hrvatske crkvene glazbe je važan kao uglazbitelj hrvatske mise na "senjski napjev", kako se pjeva po svim župama Riječko-senjske nadbiskupije.